# Rhabdomastix teriensis
Rhabdomastix teriensis är en tvåvingeart som beskrevs av Alexander 1962. Rhabdomastix teriensis ingår i släktet Rhabdomastix och familjen småharkrankar. Inga underarter finns listade i Catalogue of Life.